# L'abbiamo fatta grossa
L'abbiamo fatta grossa è un film del 2016 diretto e interpretato da Carlo Verdone.

## Trama
Arturo Merlino, ex carabiniere, è un modesto investigatore privato, ridotto ad accettare lavori come ritrovare gatti e cani, residente nella casa di sua zia Elide. Viene ingaggiato da Yuri Pelagatti, attore teatrale, che essendo stato cacciato da casa dalla moglie insegnante, Carla, sta attraversando un momento di forte depressione, cosa che lo porta a dimenticare le battute in scena, tanto che si ritrova senza lavoro dopo aver mandato a rotoli quattro spettacoli.
Pelagatti chiede a Merlino di intercettare la moglie in un ristorante con il nuovo compagno. Nonostante la misera cifra che gli viene offerta, Merlino accetta. Per caso ascolta l'intercettazione di un'altra coppia, che parla di uno scambio di valigetta con foto compromettenti. Temendo che si tratti di un modo messo in atto dalla moglie di Pelagatti per ricattarlo, i due decidono di appropriarsi della valigetta, ma scoprono che all'appuntamento non si presenta la moglie di Yuri né il suo amante, ma un'altra donna. Nonostante ciò, prendono comunque la valigetta che scoprono contenere un milione di euro in banconote da 500. Yuri vorrebbe spartire il bottino, ma Arturo lo fa desistere. Decidono di prendersi del tempo per pensare, nascondendo la refurtiva in casa della zia di Arturo all'interno di un cappotto del defunto marito di lei. La donna anziana alterna momenti di lucidità a momenti in cui crede il marito ancora vivo e in uno dei momenti di lucidità la donna decide di distribuire in beneficenza tutti gli abiti del marito.
Nel frattempo Yuri trova un ingaggio per una parte minore in uno spettacolo teatrale; durante la messa in scena però scopre che in prima fila è seduta la donna della valigetta accanto a un uomo: entrambi si riconoscono, perché Yuri durante la rapina, quando si è reso conto che non si trattava della moglie, si era sfilato il passamontagna. Yuri e Arturo scappano immediatamente, cercando rifugio a casa della zia. I due scoprono che la casa di Pelagatti è stata nel frattempo saccheggiata, e il coinquilino legato e imbavagliato. Mentre se ne vanno si accorgono di essere osservati da un'auto in sosta. Il giorno dopo Yuri e Arturo cercano di informarsi sull'identità della donna della valigetta, ma senza fortuna.
Il giorno dopo però si presenta a casa di Arturo l'uomo della valigetta, che dà all'investigatore 24 ore per riconsegnare i soldi, offrendo anche un compenso di 25 000 euro per lui e il suo amico. Arturo e Yuri si accorgono allora che il cappotto dello zio è stato dato in beneficenza, e si lanciano in un recupero delle banconote, finite tra gli abiti usati in un centro di smistamento delle parrocchie. Nel frattempo il proprietario della valigetta fa rapire Lena, fidanzata di Arturo, barista ed aspirante cantante lirica per essere certo di ricevere la valigetta e il suo contenuto.
Alla fine Arturo e Yuri riescono a ritrovare il cappotto addosso a un barbone, ma siccome gli abiti usati sono stati all'aria aperta durante un recente acquazzone, le banconote risultano tutte fradicie. Con un bizzarro sistema riescono ad asciugare le banconote e a presentarsi all'appuntamento: trovano i loro contatti ad attenderli sotto a un ponte, nelle auto dove c'è anche Lena, legata e imbavagliata, ed avviene lo scambio tra la refurtiva e la donna, ricevendo anche il compenso promesso.
I due tornano a casa soddisfatti, facendo progetti per il futuro. Quando però cercano di spendere una parte del denaro scoprono che si tratta di banconote false e vengono arrestati: cercano di spiegare l'accaduto alle forze dell'ordine, ma non vengono creduti. Al processo vengono difesi dall'amante della moglie di Yuri, l'Avvocato Franciosa, ma vengono entrambi condannati mentre la moglie di Yuri accusa l'avvocato di essere stato troppo rigido con i due e lo lascia riavvicinandosi così a Yuri.
Durante una rappresentazione teatrale di Yuri in prigione, i due ricevono un premio rispettivamente per la letteratura e per il teatro; i premi vengono consegnati dall'onorevole Conversani, ovvero il proprietario della valigetta. Arturo e Yuri, essendo a conoscenza dei traffici illegali di Conversani, interrompono il discorso di quest'ultimo con una pernacchia, ricevendo l'applauso dei presenti.

## Distribuzione
Il trailer del film è uscito il 1º gennaio 2016. La pellicola è stata distribuita nelle sale italiane il 28 gennaio 2016.

## Accoglienza

### Incassi
Il film ha incassato 8.335.944 euro.

## Riconoscimenti
- Nastri d'argento 2016 - Premio Nino Manfredi a Carlo Verdone e Antonio Albanese